# Ignacio Clapés Patlán
Ignacio Clapés Patlán (León, Guanajuato, 19 de septiembre de 1947) es un tenor mexicano asentado en Tijuana (Baja California).

## Biografía

### Formación
Inició su práctica vocal con los Niños Cantores de León e Infantes de la Catedral (1960 - 1965) para continuarlos en la Escuela Superior de Música Sacra con Carmen Aguilar y Voos. Ingresó a la Facultad de Música de la UNAM (1968 - 1970), donde estudió con Enrique Jaso, al Conservatorio Nacional (1970 - 1973), con Irma González y Ernesto Roemer y más tarde a la Academia de la Ópera de Bellas Artes (1969 - 1974), con Armando Montiel, Ignacio Sotelo y Salvador Ochoa.

## Representaciones

### Representaciones en México
- Orestes, parte de Federico Ibarra, 1981.
- La hija de Rappaccini, de Daniel Catán, 1991.
- La mujer y su sombra, de Miguel Alcázar, 1981.
- Aleluya para tenor y orquesta, de María Teresa Prieto, 1970.
- Homenaje a Rufino Tamayo, de Blas Galindo, 1987.

### Representaciones fuera de México
- Ópera de San Diego, California, 1994.
- Ópera de Dallas, 1995.
- Covent Garden con la BBC, Londres, 1996.
- Sinfónica Nacional de Costa Rica, 1985.
- Festival Internacional de Wiesbaden, Alemania, 1981.
- Nurenberg, Alemania, 1981.
- Ginebra, Suiza, 1980.
- Zúrich, Suiza, 1979.

### Papeles principales
- Guerrero, La mujer y su sombra, Miguel Alcázar.
- Nemorino, Elixir de Amor, Donizetti.
- Rodolfo, La Bohème, Giacomo Puccini.
- Herodes, Salomé, Richard Strauss.
- Romeo, Romeo y Julieta, Gounod.

### Solista en oratorios y conciertos
- Misa de Réquiem, Verdi.
- Misa Solemnis, Beethoven.
- Misa en Sí menor, Bach.
- La Gran Misa, Bruckner.
- Réquiem, Mozart.
- El Mesías, Handel.
- La Creación, Haydn.
- Catulli Carmina, Carl Orff.
- Las Bodas, Stravinsky.

## Docencia
- Conservatorio de Música de Querétaro (1986-1988).
- Escuela Superior de Música del INBA (1988-1989).
- Escuela Ollin Yolitztli (1995-1996).
- Escuela de Artes de la U.A.B.C. (desde 2004).
- Conservatorio de la Orquesta de Baja California (desde 1998).

## Director de coros
- Coro de Bell Canto de la U.A.B.C. Ensenada. (actualmente)
- Coro Pro Música de Ensenada
- Vocal Clásico del Conservatorio de la Orquesta de Baja California. (actualmente)
- Coro infantil del Conservatorio de la Orquesta de Baja California. (actualmente)

## Grabaciones
- Música del Virreinato de México, Filarmónica de la UNAM, dirigido por Luis Herrera de la Fuente.
- Canciones Románticas, Pianista Rubén Montiel, compuesto por Rubén Montiel.
- De la palabra, el tiempo y el poeta, Orquesta de percusiones de la UNAM, compuesto por Alicia Urreta.
- Ópera Isola D´amore, Capella Coloniense, dirigido por Daniel Chorzempa.
- Canciones, Mario Kuri Aldana, dirigido por Mario Kuri Aldana.
- Ópera La vida breve, Sinfónica Simón Bolívar de Venezuela, Manuel de Falla.
- Tema de la película Blood Red (1989), de Carmine Copolla: Vaga Luna, de Vincenzo Bellini.

## Galardones
- Reconocimiento al Mérito Académico 2004, en el área de Actividades Artísticas, de la Universidad Autónoma de Baja California
- Desarrollo Artístico Individual, Fondo Estatal para la Cultura y las Artes de Baja California (1991)
- Coro Pro Música de Ensenada, Fondo Estatal para la Cultura y las Artes de Guanajuato (1993)